# Philippe Poulain
Pour les articles homonymes, voir Poulain (homonymie).
Philippe Poulain, né le 12 janvier 1941 au Catelier (France), est un joueur de football français.

## Biographie
Sélectionné à ses débuts en équipe de France espoirs, Poulain réalise l'essentiel de sa carrière comme défenseur latéral au FC Rouen, avec lequel il évolue en première division du championnat de France de 1961 à 1969. Il y dispute plus de 200 matchs toutes compétitions confondues.
En 1969, il signe au SCO Angers avec lequel il dispute une dernière saison en première division, participant à 13 matchs.